# 大川千寿
大川 千寿（おおかわ ちひろ、1981年 - ）は、日本の政治学者。専門は政治過程論・現代日本政治。

## 来歴
1981年、大阪府大阪市生まれ。東京大学法学部卒業。同大学大学院法学政治学研究科修士課程修了。東京大学法学部助教、熊本大学特任准教授を経て、2013年より神奈川大学法学部助教。2015年同准教授。2021年より同教授。学校法人城星学園・学校法人カリタス聖母学園理事・評議員。司法試験予備試験考査委員、国家公務員採用総合職試験専門委員も務めている。

## 主要業績

### 編著
- 『つながるつなげる日本政治』弘文堂、2021年、ISBN　978-4-335-46041-8

### 共著
神奈川大学法学研究所編『エビデンスに基づいた政策決定(EBPM)―横浜市のIR推進から考える』公人の友社、2021年、ISBN　9784875558705

## 出演
テレビ神奈川選挙特番 - 解説